# Tecnoblog
Tecnoblog é um site brasileiro de tecnologia criado por Thiago Mobilon como blog em 2005. Hoje o site é lido por 20 milhões de visitantes mensais e publica diariamente reportagens e análises sobre o mercado de eletrônicos de consumo, aplicativos, jogos eletrônicos, telecomunicações, legislação e segurança, cobrindo lançamentos no Brasil e no mundo. É um dos maiores sites de tecnologia do país e produz o Tecnocast, podcast de tecnologia e comportamento que reúne convidados e especialistas da área.

## História
O Tecnoblog foi fundado em 28 de dezembro de 2005 por Thiago Mobilon, na época com 19 anos, em sua cidade natal de Americana (São Paulo). Inicialmente lançado como um blog individual para compartilhar experiências pessoais sobre tecnologia, o veículo contratou jornalistas em 2008 e tornou-se parte da primeira onda da profissionalização dos blogs no Brasil, com a cobertura noticiosa do setor de eletrônicos de consumo.
Em 2012, o Tecnoblog inaugurou uma sede em São Paulo (SP), que funcionaria como redação, estúdio de gravação e escritório administrativo. No mesmo ano, foi ao ar o primeiro episódio do Tecnoblog Podcast, podcast de notícias que seria relançado como Tecnocast em 2014, passando a debater temas mais densos relacionados à tecnologia a partir de um ponto de vista comportamental.
O site expandiu a área de atuação em 2015, deixando de focar no público técnico para traduzir números e siglas para uma audiência mais ampla. Em 2016, o Tecnoblog venceu o Prêmio Influenciadores Digitais na categoria Tecnologia Digital, tanto pelo voto técnico quanto popular. Thiago Mobilon recebeu em 2018 o Prêmio Especialistas na categoria Eletroeletrônico.
O ano de 2018 foi marcado pela rápida expansão do site, com a contratação de jornalistas premiados e a aquisição do concorrente Meio Bit, que chegou a ser o segundo blog mais acessado do Brasil. No mesmo ano, o Tecnoblog passou a ocupar as manhãs da Rádio Globo São Paulo e Rádio Globo Rio de Janeiro, com uma coluna apresentada pelos jornalistas Thiago Mobilon e Paulo Higa, do Tecnoblog, e pelos âncoras Mariana Godoy, Marc Tawil, Carolina Morand e Fernando Ceylão.

## Conteúdo

### Tecnoblog
Blog de tecnologia com cobertura noticiosa de eletrônicos de consumo, aplicativos, games, telecomunicações e segurança. Traz análises de produtos e reportagens especiais sobre tecnologia.

### Meio Bit
Blog de ciência, astronomia e cultura incorporado ao Tecnoblog em 2018. Um dos primeiros portais profissionais especializados em ciência e tecnologia no Brasil. Conta com artigos opinativos de Carlos Cardoso, considerado o primeiro problogger brasileiro, que desmistifica temas científicos publicados pela grande mídia.

### Tecnocast
Podcast de tecnologia do Tecnoblog. Aborda inovação, mercado, empreendedorismo, ciência e cultura digital a partir de um ponto de vista comportamental.

## Equipe
- Thiago Mobilon, fundador e editor-chefe
- Paulo Higa, sócio e editor-executivo